# 白鷹町
白鷹町（しらたかまち）は、山形県の南部にある人口約1万1千人の町。ホップの産地である。

## 地理
町の中央を南北に最上川が流れ、白鷹山などの白鷹丘陵と葉山などの朝日連峰に東西を囲まれている。南隣の長井市と連続した盆地にあり、稲作が盛んに行われる。鉄道路線や道路網も長井市と緊密に接続している。鉄道路線は、第三セクターの山形鉄道が走り、終点となる荒砥周辺に高等学校や中央公民館、役所や消防署などの町の機能が集中している。
- 山: 白鷹山、葉山
- 河川:最上川

## 歴史
- 1954年（昭和29年）10月1日 - 荒砥町、鮎貝村、東根村、白鷹村、十王村、蚕桑村が新設合併、白鷹町発足。
- 1955年（昭和30年）10月10日 - 西村山郡朝日町の針生地区を編入。
- 1967年（昭和42年）8月29日 - 羽越水害発生。町内で最上川左岸から溢水して冠水する被害[1]。

## 行政
- 町長 佐藤誠七（6期目）

## 議会
- 白鷹町議会

→詳細は「白鷹町議会」を参照

## 財政

### 平成18年度
- 財政力指数 0.26  ( 全国市町村平均 0.53 ） 財政力が非常に弱い
- 経常収支比率 92.6%
- 標準財政規模 50億1200万円
- 一般会計歳入 73億9400万円
- 一般会計歳出 70億8100万円
- 人口一人当たり人件費・物件費等決算額 12万3919円 ( 全国市町村平均 11万6701円 ）
- 人口一人当たり職員数 8.90人 （ 全国市町村平均 7.82人 ）
- 人口一人当たり地方債現在高 63万3399円 （普通会計分のみ）
- ラスパイレス指数 94.2 (全国市町村平均 93.9 ）
- 実質公債費比率 23.7% （ 全国市町村平均 15.1）

地方債等の残高
- 1 普通会計分 103億8800万円
- 2 上記以外の特別会計分 85億3200万円
  - おもな内訳 公共下水道事業会計分 29億7300万円 特別環境保全公共下水道事業会計分 13億0900万円
- 3 関係する一部事務組合等の地方債（企業債）現在高 90億7100万円
  - おもな内訳 置賜広域行政事務組合分 79億5300万円 西置賜行政組合 11億1800万円
- 1〜3の地方債等の残高合計 279億9100万円
- 町民一人当たり地方債等の残高 170万6768円
  - 注 過疎債、特例債などについては返済財源の約7割ほどが地方交付税となっている（つまり約7割は国が返済する地方債である）

## 経済

### 産業
- 主な産業
- 産業人口

### 伝統
- 白鷹紬
- 深山和紙
- 獅子舞

### 郵便局

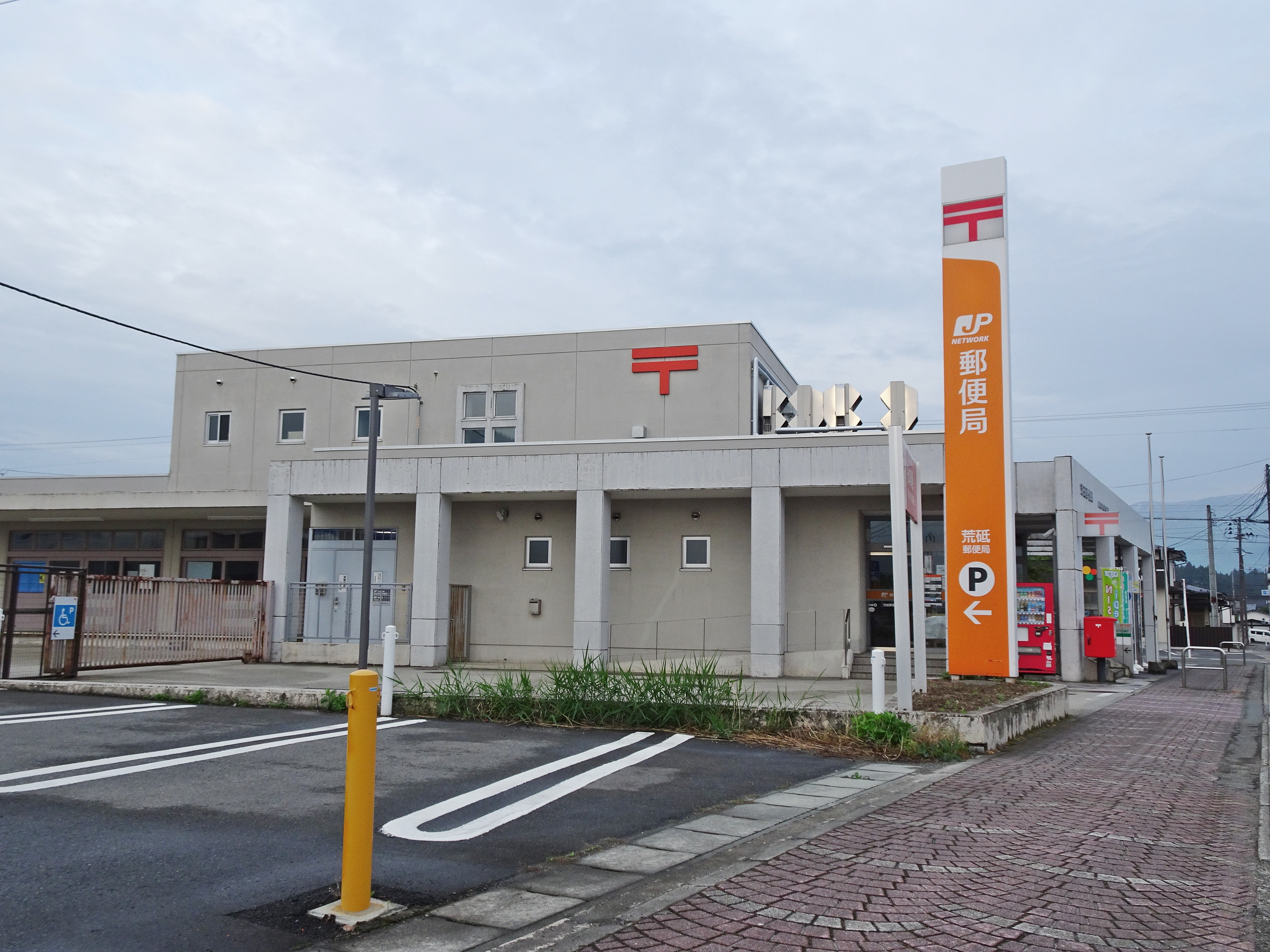
荒砥郵便局

- 荒砥郵便局（集配局）
- 鮎貝郵便局
- 浅立郵便局
- 蚕桑郵便局
- 白鷹簡易郵便局
- 畔藤簡易郵便局

### 金融機関
- 山形銀行荒砥支店 -  白鷹町指定金融機関
- きらやか銀行荒砥支店
- 山形中央信用組合荒砥支店

## 姉妹都市
- 長岡市（新潟県）
  - 旧栃尾市と1972年（昭和47年）5月11日姉妹都市提携

## 地域

### 人口
| |                                        |  |
| 白鷹町と全国の年齢別人口分布（2005年） | 白鷹町の年齢・男女別人口分布（2005年） |  |
| ■紫色 ― 白鷹町 ■緑色 ― 日本全国 | ■青色 ― 男性 ■赤色 ― 女性              |  |
| 白鷹町（に相当する地域）の人口の推移 \| 1970年（昭和45年） \| 20,183人 \| \| \| 1975年（昭和50年） \| 18,977人 \| \| \| 1980年（昭和55年） \| 18,821人 \| \| \| 1985年（昭和60年） \| 18,526人 \| \| \| 1990年（平成2年） \| 18,112人 \| \| \| 1995年（平成7年） \| 17,706人 \| \| \| 2000年（平成12年） \| 17,149人 \| \| \| 2005年（平成17年） \| 16,331人 \| \| \| 2010年（平成22年） \| 15,314人 \| \| \| 2015年（平成27年） \| 14,175人 \| \| \| 2020年（令和2年） \| 12,890人 \| \| |                                        |  |
| 総務省統計局 国勢調査より |                                        |  |
| 1970年（昭和45年） | 20,183人                               |  |
| 1975年（昭和50年） | 18,977人                               |  |
| 1980年（昭和55年） | 18,821人                               |  |
| 1985年（昭和60年） | 18,526人                               |  |
| 1990年（平成2年） | 18,112人                               |  |
| 1995年（平成7年） | 17,706人                               |  |
| 2000年（平成12年） | 17,149人                               |  |
| 2005年（平成17年） | 16,331人                               |  |
| 2010年（平成22年） | 15,314人                               |  |
| 2015年（平成27年） | 14,175人                               |  |
| 2020年（令和2年） | 12,890人                               |  |

### 健康
- 白鷹町立病院

白鷹町立病院は、町の主要な道路である国道287号付近にあり、目につきやすい概観から町のシンボルとして親しまれている。

### 消防
- 西置賜行政組合消防本部白鷹分署

### 警察
- 長井警察署白鷹東駐在所
- 長井警察署白鷹西駐在所

### 教育

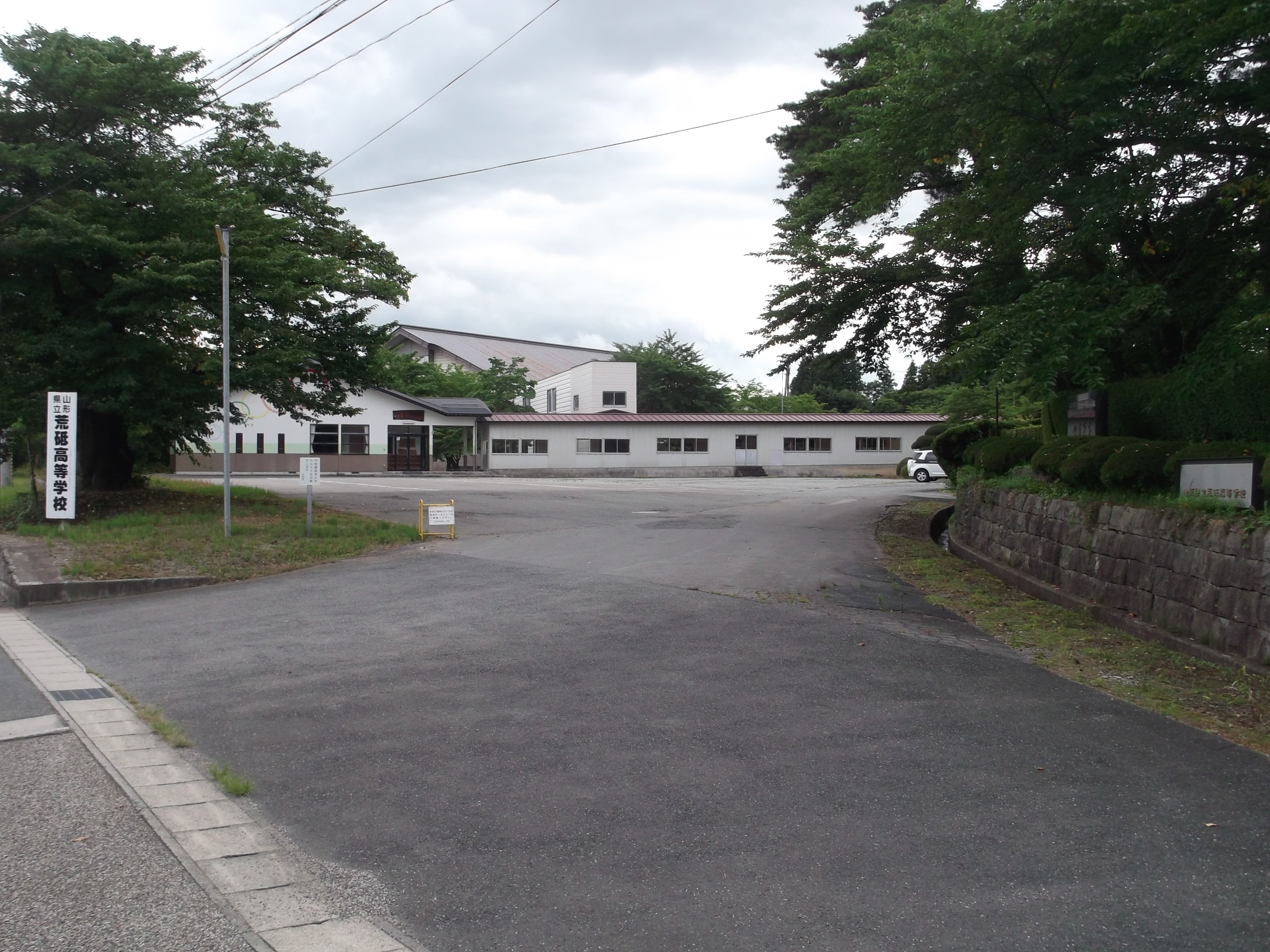
山形県立荒砥高等学校

高等学校
- 山形県立荒砥高等学校

中学校
- 白鷹町立白鷹中学校

小学校
- 白鷹町立蚕桑小学校
- 白鷹町立鮎貝小学校
- 白鷹町立荒砥小学校
- 白鷹町立東根小学校

### 社会教育
- 白鷹町立図書館
  - 白鷹町の中央公民館内にある。蔵書は2004年時点で約3万7千冊（平成16年度の調査結果））

## 交通

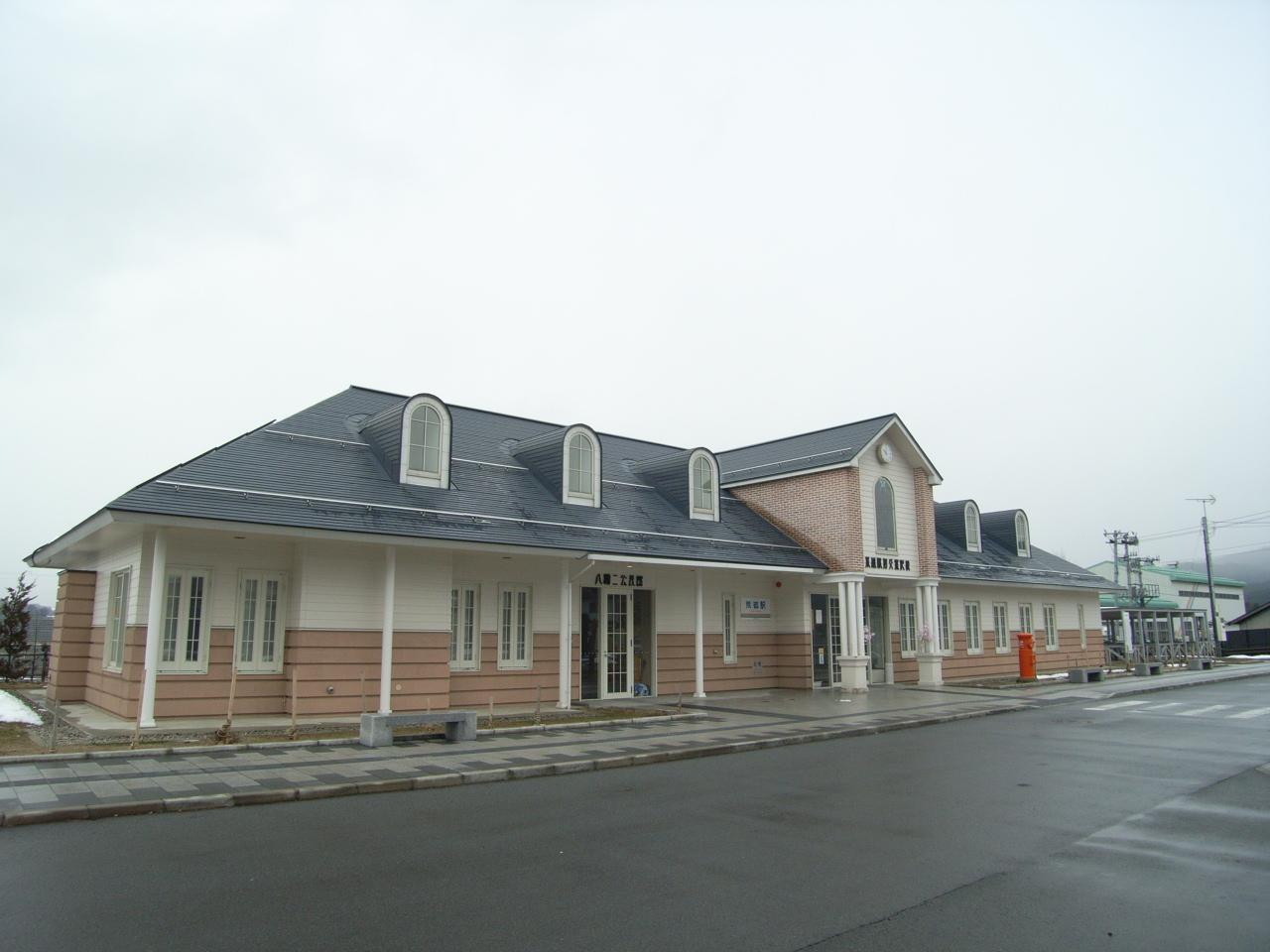
荒砥駅

### 空港
- 最寄りの空港は東根市にある山形空港である。

### 鉄道路線
- 山形鉄道
  - フラワー長井線：蚕桑駅 - 鮎貝駅 - 四季の郷駅 - 荒砥駅
- 中心となる駅：荒砥駅

### 路線バス
- 山交バス
- 住民混乗スクールバス

### 道路
一般国道
- 国道287号、国道348号

都道府県道
- 主要地方道
  - 山形県道3号米沢南陽白鷹線
  - 山形県道9号長井大江線
  - 山形県道11号長井白鷹線
  - 山形県道17号山形白鷹線

## 観光ほか
- 置賜桜回廊
- 白鷹スカイパーク
- 道の駅白鷹ヤナ公園（ヤナ場）

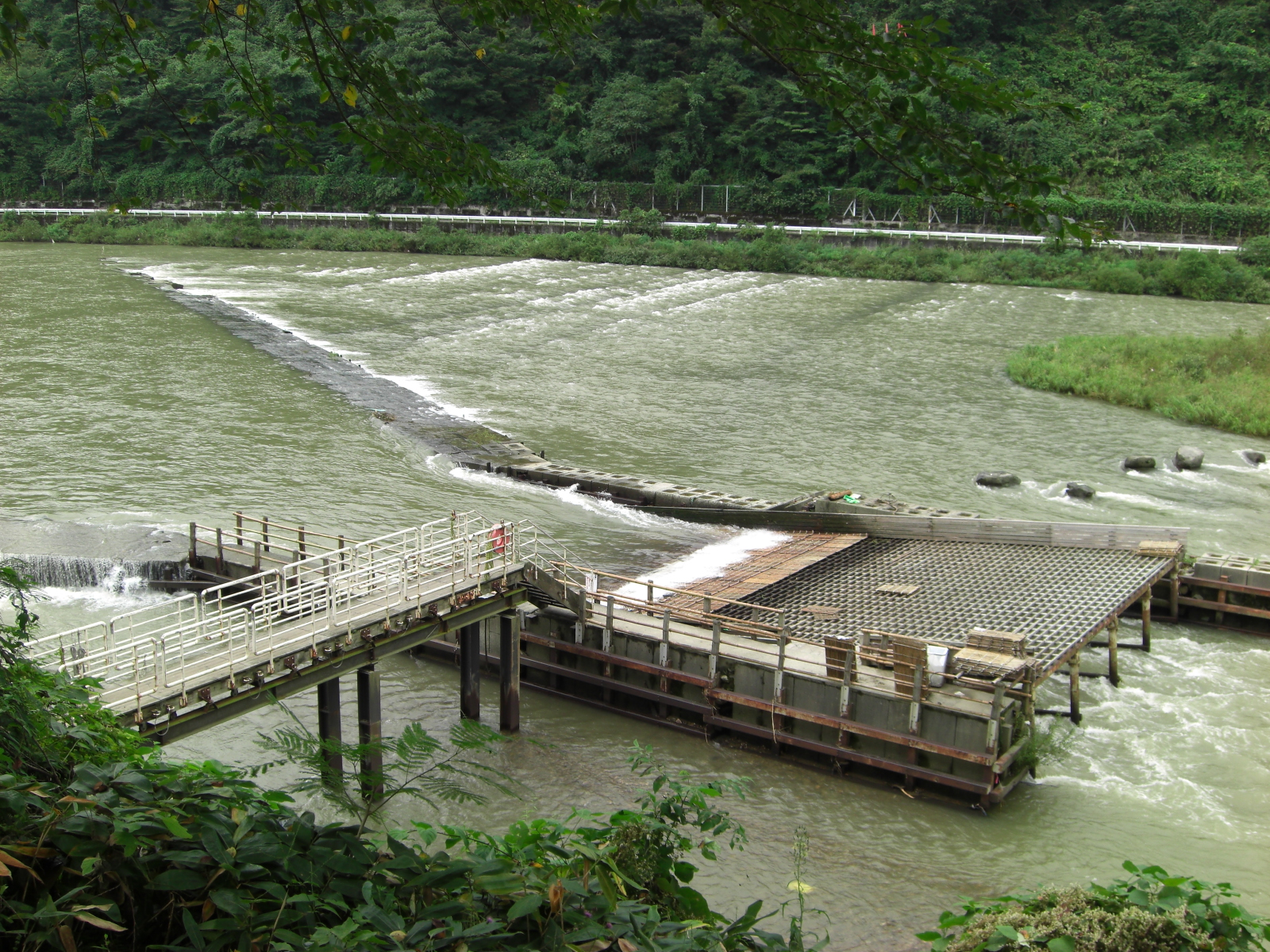
ヤナ公園
（2007年（平成19年）9月撮影）

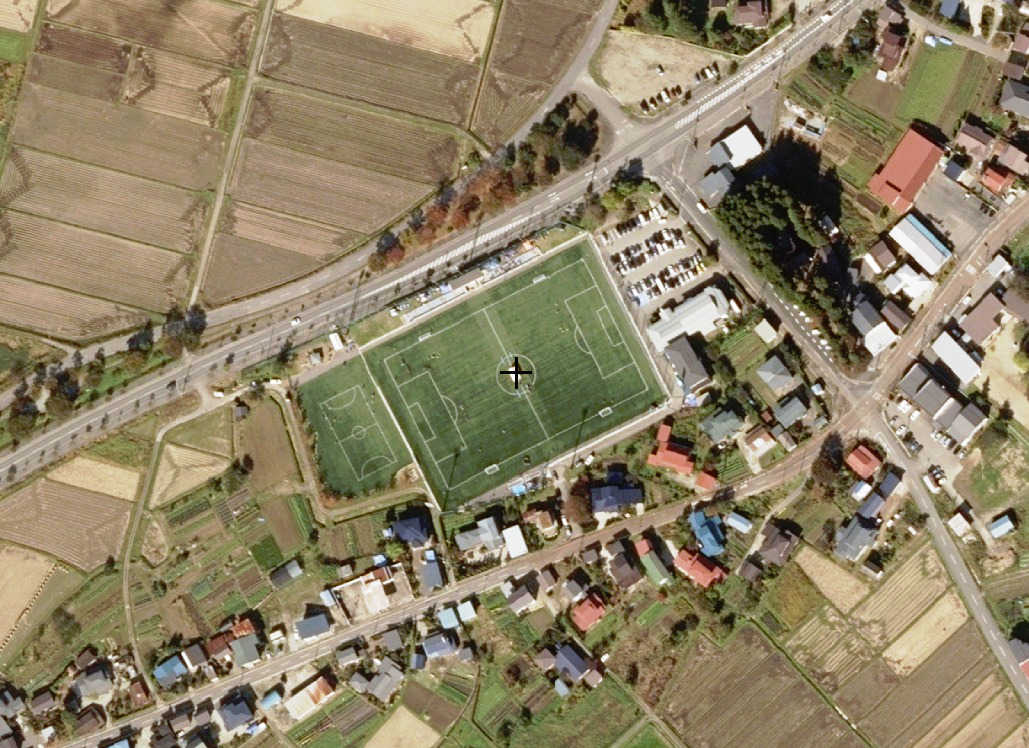
白鷹町東陽の里公園グラウンド
(山形県フットボールセンター)

  - ヤナは、川魚を取るために河川に設置される仕掛け。最上川に面した白鷹町のヤナ公園では、漁法の保存と観光資源を目的として、落ち鮎を捕らえるための常設のヤナを設置している。毎年9月頃に「白鷹鮎まつり」をおこなっている。愛称は最上川あゆとぴあ。
- 観音寺観音堂（国の重要文化財、建造物）
- 鮎貝八幡宮
- 鷹野湯温泉 パレス松風
- 白鷹町営スキー場
- 白鷹町歴史民俗資料館（あゆみしる）

## 出身有名人
- 佐野利器（帝都復興院理事・建築局長）
- 佐藤文隆（宇宙物理学者）
- 紺野与次郎（元日本共産党衆議院議員）
- 荒川詔四（ブリヂストン元会長・社長）
- 高橋俊龍 （元東京都副知事、東京都競馬元社長、ゆりかもめ元社長）
- 渚ようこ（歌手）
- 田勢康弘（政治ジャーナリスト、日本経済新聞コラムニスト、早稲田大学大学院公共経営研究科客員教授）
- ママチャリ（ぼくたちと駐在さんの700日戦争の原作者）
- 芳賀秀次郎（教育者、歌人）
- 白鷹山亨将（十両）
- 紺野陽吉（作曲家）
- 矢崎広（俳優）
- 尾崎あや子（東京都議会議員）
- 佐川ネル秋吉（パフォーマー）